# Pierre-Perthuis
Pierre-Perthuis is een gemeente in het Franse departement Yonne (regio Bourgogne-Franche-Comté) en telt 116 inwoners (2005). De plaats maakt deel uit van het arrondissement Avallon.

## Geografie
De oppervlakte van Pierre-Perthuis bedraagt 7,0 km², de bevolkingsdichtheid is 16,6 inwoners per km².
De onderstaande kaart toont de ligging van Pierre-Perthuis met de belangrijkste infrastructuur en aangrenzende gemeenten.

## Demografie
Onderstaande figuur toont het verloop van het inwonertal (bron: INSEE-tellingen).